# Cafeniu

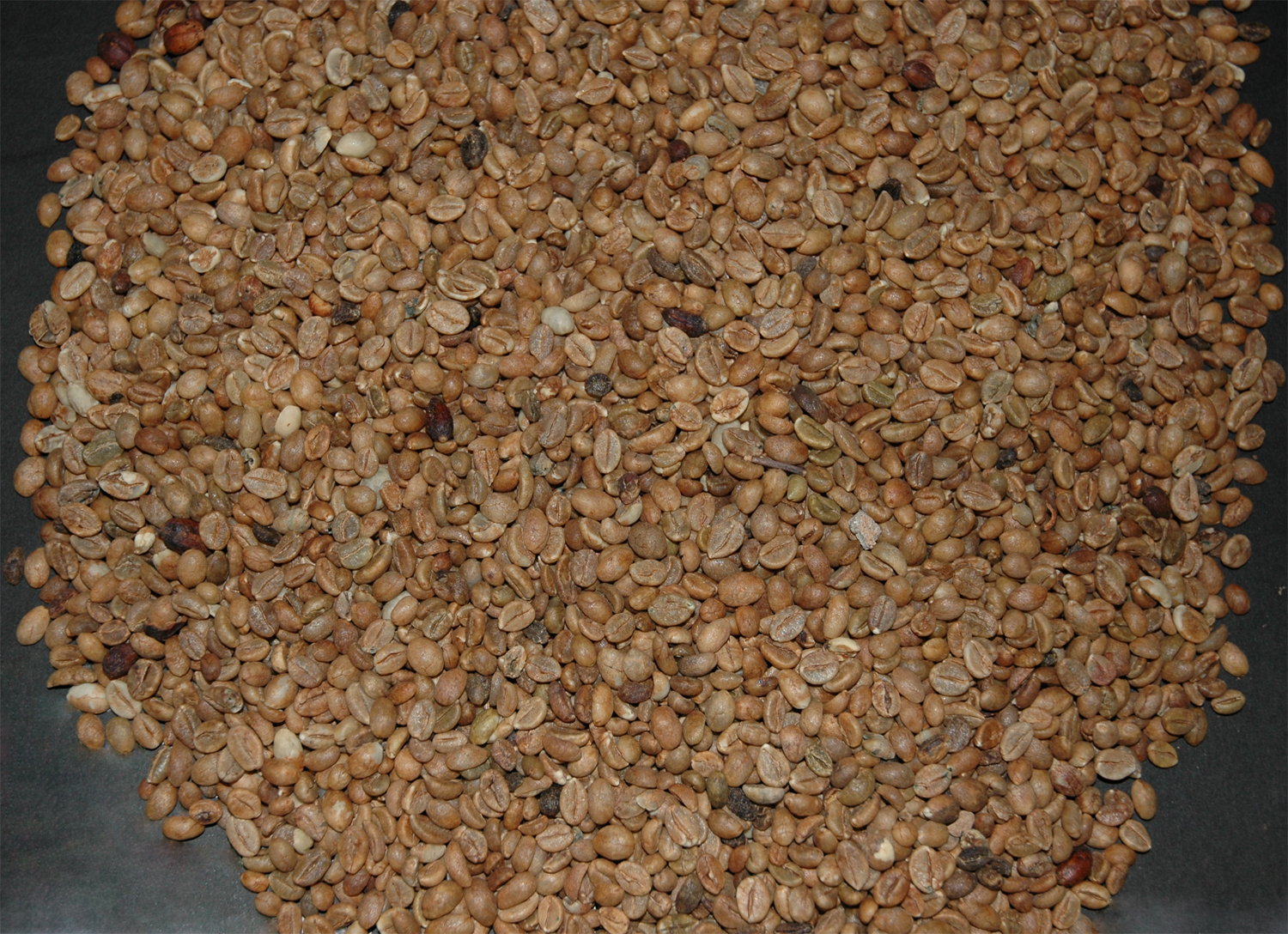
Boabe de cafea prăjite

Culoarea cafenie (latină coffeatus, coffeicolor) este o culoare brun-deschisă similară cu culoarea boabelor de cafea prăjite. Diferite tipuri de boabe de cafea au culori diferite atunci când sunt prăjite - culoarea cafenie reprezintă o medie a acestor culori.